# Houston, We Have a Problem
Houston, We Have A Problem – album koncertowy Elvisa Presleya, składający się z utworów nagranych w Houston w Teksasie 28 sierpnia 1976 r. Presley miał na sobie White Egyptian Bird suit. Album został wydany w 2013 roku. Koncert został określony jako najgorszy koncert w jego karierze. Słaniał się na nogach, gubił rytm, jego głos łamał się. Podobno był nafaszerowany lekami nasennymi i antydepresyjnymi.

## Lista utworów
1. "See See Rider" (niekompletny)
2. "I Got a Woman – Amen"
3. "Love Me"
4. "If You Love Me"
5. "You Gave Me a Mountain"
6. "All Shook Up"
7. "Teddy Bear – Don’t Be Cruel"
8. "And I Love You So"
9. "Jailhouse Rock"
10. "Fever"
11. "America the Beautiful"
12. "Polk Salad Annie"
13. "Band Introductions"
14. "Early Morning Rain"
15. "What’d I Say"
16. "Johnny B. Goode"
17. "Drum Solo" (Ronnie Tutt)
18. "Bass Solo" - "Blues theme" (Jerry Scheff)
19. "Bass Solo" - "Battle Of New Orleans" theme (Jerry Scheff)
20. "Piano Solo" (Tony Brown)
21. "Electric Piano and Clavinet Solo" (David Briggs)
22. "School Days"
23. "Hurt"
24. "Funny How Time Slips Away"
25. "Can’t Help Falling in Love"
26. "Closing Vamp"